# Fincastle (Virginia)
Fincastle település az Amerikai Egyesült Államok Virginia államában, Botetourt megyében, melynek megyeszékhelye is. Lakosainak száma 755 fő (2020. április 1.).

## Népesség
A település népességének változása:

| 2010 | 353 |
| 2020 | 755 |